# Onifai
Onifai (sardisk: Oniài) er en by og en kommune (comune) i provinsen Nuoro i regionen Sardinien i Italien. Byen ligger i 29 meters højde og har 745 indbyggere (2016). Kommunen har et areal på 43,19 km² og grænser til kommunerne Orosei og Siniscola.